# 恋はチーズバーガー
恋はチーズバーガー（こいはちーずばーがー）とは、2002年9月19日にサイトロン・デジタルコンテンツより発売された、アメリカザリガニのシングルである。

## 概要
- この曲はアメリカザリガニの漫才ネタの一部の「チーズバーガー一つください～」から生まれた曲であり、2002年5月のライブで初披露した、本人達のポップな歌詞で仕込まれた曲である、またカップリング曲に当たる「I'm the Leader」はアメリカザリガニ本人達が出演していたBAN!BOO!ぱいん!!のエンディング曲でもあった。

## 曲名
- 恋はチーズバーガー（オリジナル演歌バージョン）
- I'm the Leader（ファンクソウルバージョン）
- ドライブスルー2（オリジナル新作コント）
- 恋はチーズバーガー（カラオケ）
- I'm the Leader（カラオケ）